# ワンダフルライフ (テレビドラマ)
『ワンダフルライフ』は、2004年4月13日から6月29日まで、フジテレビジョン系「火曜9時」枠で放送されたテレビドラマ。主演は反町隆史で、同枠の主演は『ダブルスコア』以来である。
干されてしまった元プロ野球選手が、とある商店街にある成績不振の少年野球チームの監督を務めるストーリー。

## キャスト

### 主要人物
- 役名・年齢・演者名の出典[2]

桐島 明〈32〉
演 - 反町隆史
この作品の主人公。プロ野球チーム・東京パイレーツの四番打者であり「奇跡を呼ぶ男」と言われたスーパースター。昭和46年8月10日生まれ。背番号は23。右投げ右打ち。高校時代はエースで四番だった。
シーズン40本のホームランを出すなど、バッティングセンスは超一流だが、金と自分のプレイのことしか考えないなど、人間としては最低であり、家族もファンもチームも大切にしない自己中心的な性格。息子の誕生日にも愛人と過ごしたことを妻に大激怒されて、その時の喧嘩で転倒して肩を負傷してしまい、選手生命を絶たれた。家や私物なども慰謝料として差し押さえられ、今まで未払いだったツケばかりがたまり、無一文となってしまう。その折に廃止の危機に直面していた少年野球チーム「桃の木ジャガーズ」の監督要請の仕事が入る。プライドが傷つきながらも金のために赴いたが、次第に彼らの事を大切な教え子として見て行くようになり性格にも変化が表れ人間としても大きく成長していく。
伊佐山 みずき〈24〉
演 - 長谷川京子
この作品のヒロイン。弁護士を目指しながら桃の木商店街にある学習塾「智学ゼミ桃の木支部」で講師をしている。両親は5年前に海外に出張したときに事故で他界した。
妻坂 正義〈32〉
演 - 八嶋智人
桐島の代理人。一度は落ちぶれた桐島を見限りJリーガーの代理人を務めたが、横領をしたことで資格をとりあげられ、自身も落ちぶれてしまう。7回目の受験で司法試験に受かった苦労人弁護士。
伊佐山 保〈42〉
演 - 西村雅彦
みずきと翔の叔父。桃の木商店街会員の焼肉屋「龍苑」の店主。当初は桐島を嫌っていたが、心を入れ替えて変わった彼を次第に認めて好感を抱き、理解者の一人となった。
伊佐山 幸枝〈37〉
演 - 濱田マリ
保の妻。夫同様、面倒見がよい。

### 桃の木商店街の関係者
東京都の「山城市桃の木町」という架空の町にある商店街。近くにできた南口ショッピングモールに客足が移り寂れる一方である。
- 役名・年齢・演者名の出典[2]

桶川 治虫〈30〉
演 - 堀内健（ネプチューン）
「智学ゼミ桃の木支部」の塾長。冷たい性格で塾の経営のことしか頭にない。生徒である桃の木ジャガーズのメンバーに対しても「勉強をしないで無駄に塾の成績を下げるだけ」と見下していたが、周りの熱意にふれるうちに自分自身も人として大切なものが何かを悟り始める。
林 次郎〈41〉
演 - 田口浩正
耕介の父親。八百屋を経営。
林 薫子〈42〉
演 - 犬山イヌコ
耕介の母親。
小野田 勲〈41〉
演 - 村松利史
淳平・健太郎の父親。クリーニング店を経営。
小野田 早苗〈35〉
演 - 大島さと子
淳平・健太郎の母親。
篠田 ミカ〈31〉
演 - 芳本美代子（2 - 最終話）
要の母親。夫とは離婚している。妻坂に要の養育の相談をするうち、妻坂に惹かれていく。
葛木 塔子〈20〉
演 - 市川由衣
「智学ゼミ桃の木支部」の事務員。

### 桃の木ジャガーズのメンバー
桃の木商店街が運営する少年野球チーム。物語開始当初の小学5・6年生が在籍するチームは一度も勝ったことがない。入院中の病院からチームに通う竜崎真哉を除くメンバーは「智学ゼミ桃の木支部」の塾生である。
- 役名・年齢・演者名の出典[19]

伊佐山 翔〈11〉
演 - 川口翔平
みずきの弟。桐島への憧れから野球を始めた。全く打てず万年補欠であったが、桐島のアドバイスにより初めての安打かつホームランを打つことができた。
林 耕介〈12〉
演 - 松川尚瑠輝
小野田 淳平〈12〉
演 - 米谷真一
ジャガーズのエースだが、当初は75点も失点するなど、実力は皆無。
小野田 健太郎〈11〉
演 - 川北純也
篠田 要〈12〉
演 - 高橋賢人
ミカの息子。桐島が最低だと明らかになったときにも桐島を毛嫌いしなかった一人。両親の離婚や自分の身の振り方で悩んでいた時に桐島が真剣に父親に叱咤したことに感謝を示し、そのことをジャガーズのメンバーに話したことで、桐島はジャガーズのメンバーからの信頼を取り戻した。
望月 雅人〈12〉
演 - 川原一馬
黒羽 拓真〈12〉
演 - 細山貴嶺
太田 光樹〈12〉
演 - 内藤惟人
関 博文〈11〉
演 - 伊藤拓也
稲葉 龍二〈12〉
演 - 村田将平
打撃が開花してスラッガーと呼べる打率と長打を誇るようになった。そのことで天狗になっていたが、桐島が現役時代にスタンドプレーをして調和を台無しにした話を聞いたことで、チームプレイを重んじるようになり改心した。
竜崎 真哉〈11〉
演 - 熊谷知博（5 - 8話）

### その他の人物
- 演者が出演した話数の出典[13]

矢島 咲子〈32〉
演 - 木村多江（1、6話）
桐島の妻。愛人を作り家族を顧みなかった桐島に業を煮やし、第1話で離婚。慰謝料として、妻坂いわく「小さな国の国家予算くらい」の額を請求した。第6話で離婚後に知り合った整形外科の開業医と再婚することになった。
矢島 俊太郎〈10〉
演 - 片岡涼（1話）
桐島の息子。自分の誕生日にさえも愛人と遊んでいた父親を嫌いになり、子供ながらに「パパにはもう会いたくない」と宣言してしまった。
二階堂 茂
演 - 平泉成（1話）
桐島の主治医。妻との喧嘩で負傷した桐島に野球生命の終わりを告げた。桐島の大ファンで第一号ホームランも覚えているとのこと。
銀川 一彦〈60〉
演 - 伊東四朗（特別出演）（1、最終話）
東京パイレーツのオーナー。桐島の金のことしか考えない人間性、選手としての協調性のなさに愛想が尽き、桐島を解雇。終盤では桐島の改心を認めて無類の好感を抱くようになり、チームのコーチとして招き入れ、次期監督としても期待した。桐島が選手としての復帰をしたいという気持ちにも応えるなど作中でも1,2を争う理解者となり、桐島の意を汲み、選手として再度登用した。
三田 晴彦〈50〉
演 - 升毅（1、10 - 最終話）
東京パイレーツの球団社長。
竜崎 裕哉〈33〉
演 - 沢村一樹（5、8話）
真哉の父親。桃の木商店街から客足が移った南口ショッピングモールの親会社の銀行支店長。
竜崎 しのぶ〈33〉
演 - 春木みさよ（5、8話）
真哉の母親。
村井 高一郎〈46〉
演 - 村田雄浩（7話）
野球解説者。東京パイレーツで桐島と同僚であった元中継ぎ専門投手。
香山 一子〈35〉
演 - 森口瑤子（9話）
「智学ゼミ本部」から桃の木支部に派遣されてきた講師。
日下部 浩二〈33〉
演 - 金子昇（10 - 最終話）
桐島の現役引退後時点での東京パイレーツ四番打者。
日下部 沙織〈29〉
演 - 麻奈未（10話）
日下部の妻。
妻坂 憲明
演 - 小林勝也（10 - 最終話）
妻坂の父親。落ちぶれている息子に愛想がつきたが、身を固めた方がいいという考えを持ち、縁談を進めたが、ミカを愛している妻坂に反対されたことで破談し、勘当した。しかし、最終的には妻坂の意思を認めたようであり、桐島が選手として復帰した試合に妻坂と共に応援をした。
本間 敬二郎〈68〉
演 - 奥村公延（10話）
パイレーツスタジアムのグラウンドキーパー。グラウンドキーパー歴は50年。
滝田 加奈子〈29〉
演 - 大石恵（11・最終話）
妻坂の婚約者。自分との縁談を断り、ミカと添い遂げると宣言した妻坂を応援した。

### ゲスト
- 演者が出演した話数の出典[13]

小沢 哲之助〈88〉
演 - 谷津勲（1話）
桐島が就任する直前のジャガーズ監督。
木曽川
演 - 山崎直樹（1話）
東京パイレーツのコーチ。
玲奈
演 - 高樹マリア（1話）
桐島の愛人。愛人の立場でありながら、桐島が妻と電話をしているときにお喋りをするなど不用心な性格をしてる。
町田 健一
演 - 山田透（当時ニッポン放送ショウアップナイター専属実況アナウンサー）（1、7、10、最終話）
坂入 友里香
演 - 吾方佑名（1、7、最終話）
生沢
演 - 飯田基祐（3話）
要の父親。ミカとは離婚している。
里村 セイラ
演 - 下田奈奈（4話）
翔が片思いする話したこともない年上の小学6年生の女性。
石巻 哲郎
演 - 松永英晃（5、8話）
建守
演 - 江良潤（7話）
ジャガーズと対戦したブラックスの監督。
妻坂 ケイコ
演 - 吉野佳子（10 - 最終話）
妻坂の母親。
妻坂 英理人
演 - 佐藤和也（10、最終話）
妻坂の甥。

## スタッフ
- 企画 - 石原隆、金井卓也
- 脚本 - 福田靖
- 音楽 - 佐橋俊彦
- 主題歌 - 平井堅「キミはともだち」
- 医療指導 - 柿の木坂本田病院（桃の木商店街の元ネタ）
- 演出 - 植田泰史、河野圭太、北川学、木下高男
- プロデューサー - 小椋久雄、木村元子（共同テレビ）
- 制作 - フジテレビ、共同テレビ

## 放送日程
| 各話                                                       | 放送日  | サブタイトル     | 演出     | 視聴率 |
| ---------------------------------------------------------- | ------- | ---------------- | -------- | ------ |
| 第1話                                                      | 4月13日 | 運命の出会い     | 植田泰史 | 16.3%  |
| 第2話                                                      | 4月20日 | はじめての奇跡   | 河野圭太 | 13.7%  |
| 第3話                                                      | 4月27日 | どん底           | 植田泰史 | 13.2%  |
| 第4話                                                      | 5月04日 | あきらめきれない | 河野圭太 | 10.4%  |
| 第5話                                                      | 5月11日 | お金がない!!     | 北川学   | 12.4%  |
| 第6話                                                      | 5月18日 | 昔の女           | 河野圭太 | 11.4%  |
| 第7話                                                      | 5月25日 | 告白             | 植田泰史 | 10.2%  |
| 第8話                                                      | 6月01日 | 小さな命が消えた | 河野圭太 | 10.6%  |
| 第9話                                                      | 6月08日 | 落ちこぼれの奇跡 | 河野圭太 | 12.0%  |
| 第10話                                                     | 6月15日 | 別れの予感       | 北川学   | 11.8%  |
| 第11話                                                     | 6月22日 | こんなつらい別れ | 木下高男 | 12.7%  |
| 最終話                                                     | 6月29日 | 奇跡を呼ぶ男     | 植田泰史 | 14.6%  |
| 平均視聴率 12.5%（視聴率は関東地区・ビデオリサーチ社調べ） |         |                  |          |        |

- 初回は21時 - 22時4分の10分拡大放送[1]。
- 第6・9・最終話は「熱チュー!プロ野球2004」横浜×巨人中継延長に伴い、30分繰り下げて21時 - 22時24分に放送された[1]。

## ロケ地
- 神谷銀座商友会
- オギノ食品
- 麻生環境センター
- 西武ドーム
- 全日本少年硬式野球連盟 Young League 関東支部東京ドリーマーズ
- 江戸川郵便局、新東京郵便局(1話のみ)
- ステーキハウスフォルクス
- 横浜フィルムコミッション
- 新宿パークタワー
- WOWOW
- 横浜スタジアム
- ニッポン放送足立野球場
- 調布病院
- 東京流通センター
- 明治大学MAX